# عبدالحسین سعیدیان

عبدالحسین سعیدیان (زاده ۱۳۱۰) فرهنگ‌نویس و مترجم اهل ایران است.

## زندگی
سعیدیان عضو پیوسته انجمن جامعه شناسان ایران است که از سال ۱۳۴۸ تا ۱۳۷۴ در دانشگاه‌های مختلف تدریس کرده‌است. او دارای کارشناسی ارشد مطالعات و تحقیقات اجتماعی از دانشگاه تهران است و از سال ۱۳۵۸ تا ۱۳۷۳ مدیر مسئول و سردبیر مجله علم و زندگی بوده‌است و به زبان‌های انگلیسی و عربی نیز تسلط دارد.
وی سال ۱۳۴۱ اولین دائرةالمعارف «ادبیات» را در ایران تألیف کرد.
عمده تمرکز سعیدیان بر دائره‌المعارف‌ها و فرهنگ‌های اطلاعات عمومی بوده است. از جمله دائرةالمعارف عمومی-الفبایی که شامل حدود هشت هزار مقاله در زمينه‌های مختلف و حدود دو هزار شرح‌حال از بزرگان جهان و کرونولوژی پيشرفت‌های آدمی از آغاز تاکنون است.